# Бруктрејлс (Калифорнија)
Бруктрејлс (енгл. Brooktrails) насељено је место без административног статуса у америчкој савезној држави Калифорнија.

## Демографија
По попису из 2010. године број становника је 3.235.
| Група             | 2000.    | 2010.         |
| Белци             | 0 (0,0%) | 2.666 (82,4%) |
| Афроамериканци    | 0 (0,0%) | 22 (0,7%)     |
| Азијати           | 0 (0,0%) | 26 (0,8%)     |
| Хиспаноамериканци | 0 (0,0%) | 329 (10,2%)   |
| Укупно            | 0        | 3.235         |